# 987
987 (CMLXXXVII) var ett normalår som började en lördag i den julianska kalendern.

## Händelser

### Juli
- 3 juli – Den franske kungen Hugo Capet kröns efter att de västfrankiska Karolingerna har utslocknat och grundar den efter honom uppkallade capetingska ätten.

## Födda
- Siddhidas Mahaju, en av de största newarispråkiga författarna.

## Avlidna
- 21 maj – Ludvig lättingen, kung av Västfrankiska riket sedan 986